# Дураццано
Дураццано (итал. Durazzano) — коммуна в Италии, располагается в регионе Кампания, подчиняется административному центру Беневенто.
Население составляет 2070 человек, плотность населения составляет 159 чел./км². Занимает площадь 13 км². Почтовый индекс — 82015. Телефонный код — 0823.